# Bahnhof Ibbenbüren
Der Bahnhof Ibbenbüren ist der Anschlussbahnhof der Bahnstrecke Löhne–Rheine mit der Bahnstrecke Ibbenbüren–Hövelhof. Er war früher wegen des Bergwerks Ibbenbüren ein bedeutender Güterbahnhof. 2018 stiegen am Bahnhof Ibbenbüren täglich durchschnittlich 2300 Menschen ein oder aus.

## Lage
Der Bahnhof liegt nordöstlich der Innenstadt von Ibbenbüren. Direkt im Norden lag das Nike-Kraftwerk Ibbenbüren, in dem sich heute ein Umspannwerk der RWE befindet. Er ist einer von drei im Normalbetrieb genutzten Bahnhöfen der Stadt neben Esch und Laggenbeck. Kurz nach dem Abzweig der Strecke nach Hövelhof liegt der ausschließlich für Museumsfahrten des Teuto-Express genutzte Haltepunkt Ibbenbüren Aasee. Direkt vor dem Bahnhof Ibbenbüren befindet sich ein Busbahnhof.

## Geschichte

Ehemaliges Bahnhofsgebäude vor 1900

Der Bahnhof wurde 1856 mit der Bahnstrecke Löhne–Rheine eröffnet. 1907 erprobte der Osnabrücker Ingenieur Franz Rawie im Bahnhof Ibbenbüren den von ihm entwickelten und patentierten Bremsprellbock. Pferde beschleunigten beidseitig einige alte Güterwagen und ließen diese auf den neuartigen Prellbock auflaufen, von dem sie sicher abgebremst wurden. Die lange Zeit übliche Bahnsteigsperre wurde im September 1974 im Bahnhof Ibbenbüren aufgehoben. Seitdem ist das Betreten des Bahnsteigs auch ohne Fahr- oder Bahnsteigkarte möglich. Am 29. Mai 1994 hielt um 10:05 Uhr erstmals ein Interregio-Zug im Bahnhof Ibbenbüren. Im Juli 2024 wurde der Bahnhof im Rahmen der Aktion „Kunst am Gleis“ vom Pink Pop e. V. mit Streetart-Werken einiger Künstler ausgestattet.

## Gebäude
Der Bahnhof ist Bau im Brutalismus der 1970er Jahre, in dem auch das örtliche Stellwerk untergebracht ist. Das alte Bahnhofsgebäude von 1856 musste dem Umbau der Stadt weichen, es sah in etwa so aus wie der bestehende Bahnhof in Lingen. Nach dem Neubau können die Gleise durch einen Fußgängertunnel erreicht werden.

## Bahnhof Ibbenbüren Ost
Der Bahnhof Ibbenbüren Ost der 1901 eröffneten Teutoburger Wald-Eisenbahn wurde 1926 errichtet, weil die Weberei Többen durch den Funkenflug von Dampflokomotiven am benachbarten alten Bahnhalt vor dem Bahnhofsgebäude der Reichsbahn gefährdet war. Dieser lag nun 200 Meter östlich des bisherigen Bahnhalts. Der Bahnhof Ibbenbüren Ost wurde am 31. Mai 1964 aufgegeben. Von diesem Tag an wurde ein Bahnsteig am Bahnhofsgebäude der Bundesbahn genutzt. 1969 wurde auf dem Gelände des alten Bahnhofs Ost der Eisenwarenhandel Erich Schäfer errichtet, wobei das verbliebene Gleis als Anschlussgleis genutzt wurde, es ist 2023 vorhanden.

## Gleise

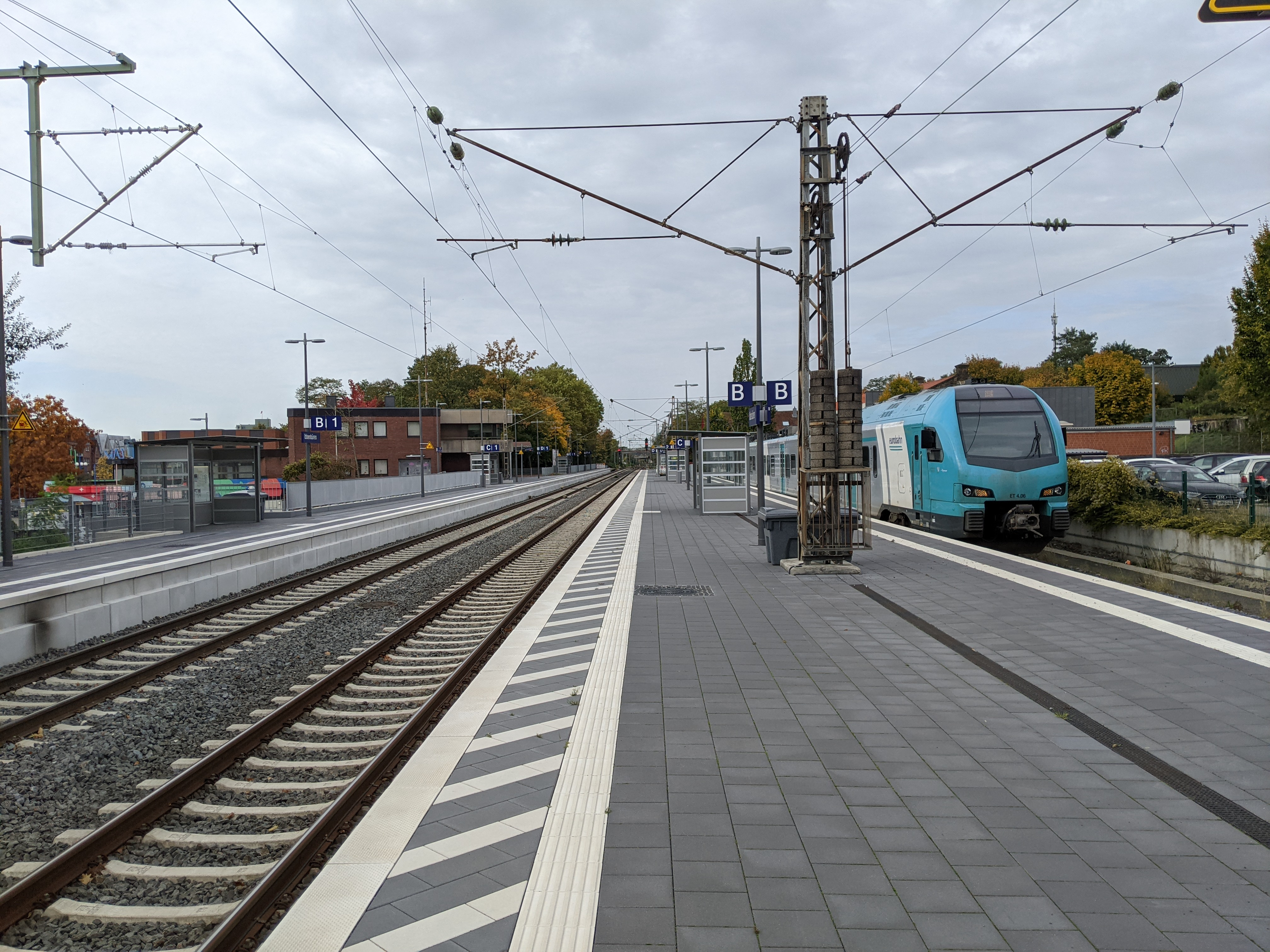
Gleise 1 bis 3 und Bahnsteige 2024

Der Personenbahnhof besitzt drei Gleise. Gleis 1 wird in Richtung Osnabrück, Gleis 2 in Richtung Rheine bedient. Gleis 3 ist der Teutoburger Wald-Eisenbahn vorbehalten, nachdem sie 1964 ihren eigenen Bahnhof Ibbenbüren Ost aufgegeben hatte. Die Bahnsteige besitzen keine Aufzüge oder sonstige Hilfsmittel. Zum Gleis 1 führt eine Zufahrtsstraße. Östlich des Bahnhofes liegen zwei Überholgleise; dort ist auch der Anschluss der seit 2015 der Lappwaldbahn gehörenden Strecke nach Gütersloh.

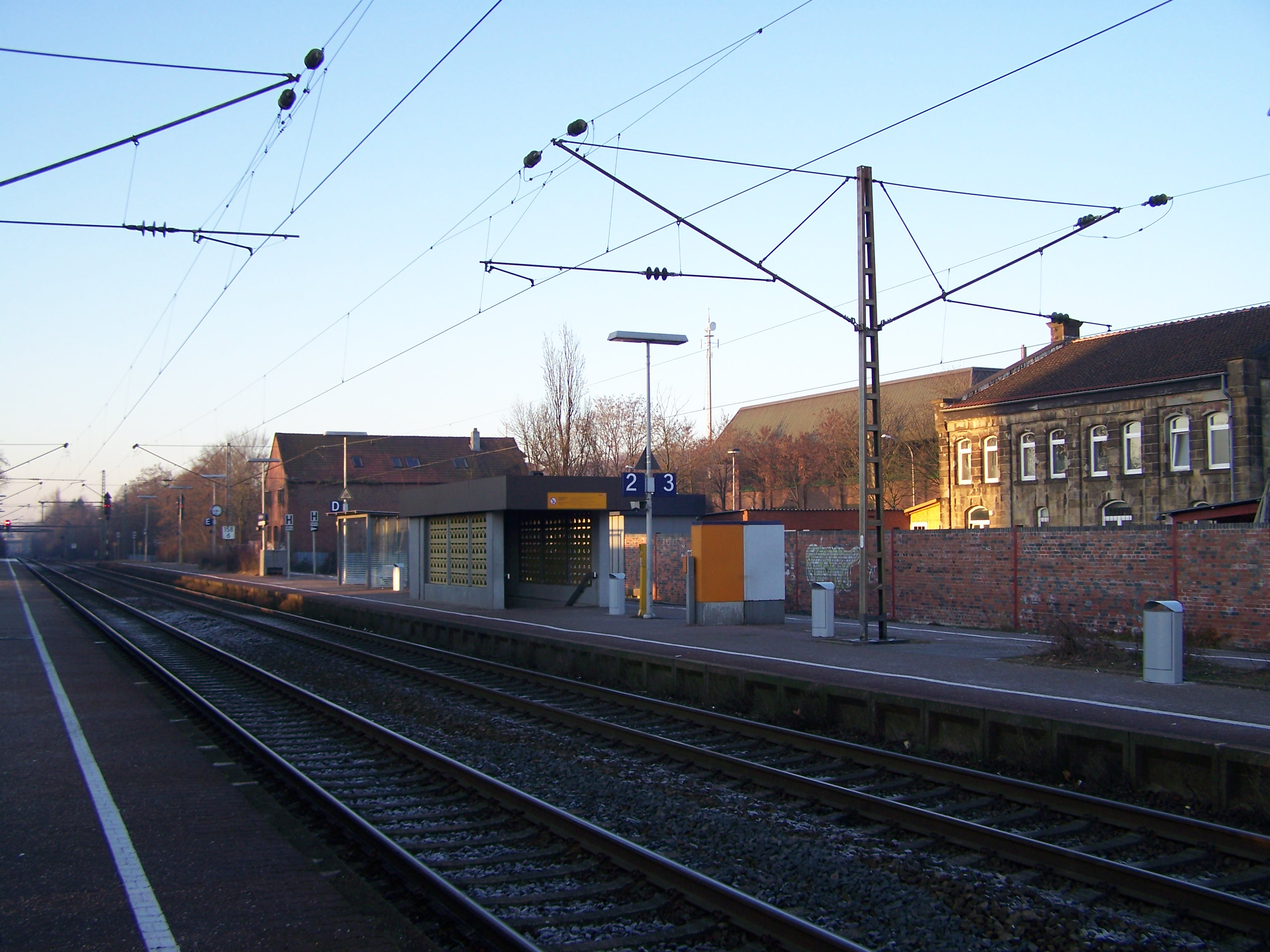
Bahnsteige im Bahnhof, rechts das Sandsteingebäude war früher die Kaue der Kohlenwäsche

### Güterumschlag
Der Güterbahnhof Ibbenbüren ist seit dem 2. Januar 2002 stillgelegt. Die Güterzüge der Teutoburger Wald-Eisenbahn werden heute direkt umgesetzt. Die Erz-Schmalspurstrecke Schleppbahn sorgte in der Vergangenheit mit der Kohlenwäsche und zahlreichen anderen Umschlägen für ein reges Güteraufkommen. Der Kohleumschlag endete mit Inbetriebnahme der Zechenbahn vom Bergwerk Ibbenbüren zum Bahnhof Ibbenbüren-Esch. Der Ibbenbürener Förderstollen mit der Kohlenwäsche und der Brikettfabrik wurde außer Betrieb genommen. Nach Stilllegung des Nike Kraftwerkes brach der Güterumschlag weiter ein. In den Jahren 2006 und 2007 erfolgte die Demontage der Gleisanlagen.

## Verkehrsanbindung

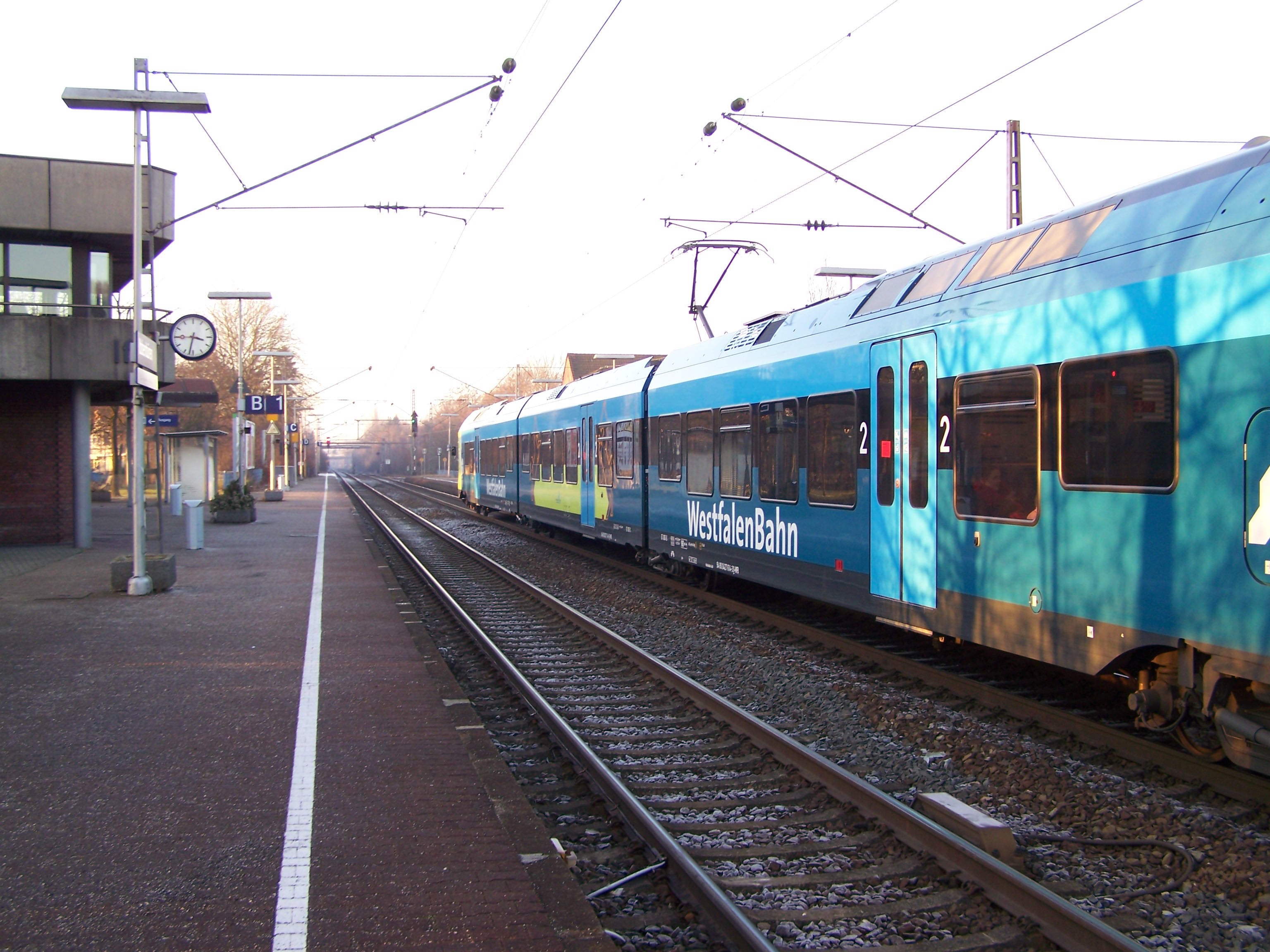
RB 61 (ehemals Westfalenbahn, jetzt Eurobahn) auf Gleis 2

Im Fahrplanjahr 2025 halten folgende Linien im Bahnhof Ibbenbüren:
| Linie | Linienverlauf | Takt    | Betreiber     |
| ----- | --- | ------- | ------------- |
| RE 60 | Ems-Leine-Express: Rheine – Hörstel – Ibbenbüren-Esch – Ibbenbüren – Ibbenbüren-Laggenbeck – Osnabrück Altstadt – Osnabrück Hbf – Melle – Bünde (Westf) – Kirchlengern – Löhne (Westf) – Bad Oeynhausen – Porta Westfalica – Minden (Westf) – Bückeburg – Stadthagen – Haste (Han) – Wunstorf – Hannover Hbf – Lehrte – Hämelerwald – Vöhrum – Peine – Vechelde – Braunschweig Hbf Stand: Fahrplanwechsel Dezember 2021 | 120 min | WestfalenBahn |
| RB 61 | Wiehengebirgs-Bahn: Hengelo – Oldenzaal – Bad Bentheim – Schüttorf – Salzbergen – Rheine – Hörstel – Ibbenbüren-Esch – Ibbenbüren – Ibbenbüren-Laggenbeck – Osnabrück Altstadt – Osnabrück Hbf – Wissingen – Westerhausen – Melle – Bruchmühlen – Bünde (Westf) – Kirchlengern – Hiddenhausen-Schweicheln – Herford – Brake (b Bielefeld) – Bielefeld Hbf Stand: Fahrplanwechsel Dezember 2021                          | 60 min  | Eurobahn      |
| RE 62 | Ems-Werre-Express: Rheine – Ibbenbüren – Osnabrück Altstadt – Osnabrück Hbf – Melle – Bünde (Westf) – Kirchlengern – Löhne (Westf) Stand: Fahrplanwechsel Dezember 2023 | 120 min | DB Regio      |

| Linie | Linienverlauf                                                             | Takt                                            | Betreiber                   |
| ----- | ------------------------------------------------------------------------- | ----------------------------------------------- | --------------------------- |
| S50   | Münster (Westf) Hbf – Flughafen Münster/Osnabrück – Saerbeck – Ibbenbüren | 60 min (Mo–Sa), 120 min (So)                    | Regionalverkehr Münsterland |
| R15   | Ibbenbüren – Laggenbeck – Lotte – Osnabrück Hbf                           | 20/60 min (Mo–Fr), 60 min (Sa), 60/120 min (So) | Regionalverkehr Münsterland |
| R21   | Ibbenbüren – Riesenbeck – Bevergern – Hörstel – Rheine                    | 60 min (Mo–Sa), 120 min (So)                    | Regionalverkehr Münsterland |
| R24   | Mettingen – Ibbenbüren                                                    | 60 min (Mo–Sa)                                  | Regionalverkehr Münsterland |
| R26   | Ibbenbüren – Steinbeck – Recke                                            | 60 min (Mo–Sa), 120 min (So)                    | Regionalverkehr Münsterland |
| R27   | Ibbenbüren – Hopsten                                                      | 60 min mit Verstärkern (Mo–Fr), 120 min (Sa)    | Gronemann Reisen/Veelker    |
| R45   | Ibbenbüren – Brochterbeck – Tecklenburg – Lengerich                       | 60 min (Mo–Sa), 120 min (So)                    | Regionalverkehr Münsterland |
| N19   | Ibbenbüren – Mettingen – Westerkappeln – Wersen – Osnabrück               | Vier Buspaare (Sa auf So)                       | Regionalverkehr Münsterland |